# سانسور در الجزایر
سانسور در الجزایر پس از استقلال از فرانسه (۱۹۶۲ میلادی) تا حدودی زیاد بوده‌است، در بین سالهای ۱۹۹۸–۱۹۹۳ در جریان جنگ داخلی حدوداً ۶۰ روزنامه‌نگار توسط نیروهای اسلام‌گرا کشته شدند و بسیاری از روزنامه‌ها تعطیل شدند.

## ۲۰۰۰–۱۹۹۰
بین این سالها رئیس‌جمهور الجزایر دستور دستگیری چندین روزنامه‌نگار از جمله محمد بنشیکو روزنامه‌نگار معروفی که به نوشتن مقالات و حقایقی بر ضد دولت پرداخت.

## دیگر موارد
- فیلتر شدن وبلاگ سام در سال ۲۰۰۶ میلادی
- سانسور کردن شکنجه توسط مسئولان و مقامات الجزایر